# Yann Le Pennec
Pour les articles homonymes, voir Le Pennec.
Yann le Pennec (né le 27 novembre 1974 à Paimpol) est un céiste français.
Il a remporté deux médailles en C-2 lors des championnats du monde, médaille de bronze en 2009 et médaille d'Or en 2002, associé à Philippe Quémerais.
Il a participé aux Jeux olympiques d'été de 2004 où il a terminé 5e, toujours associé à Philippe Quémerais.
Il a obtenu une médaille d'argent lors des Championnats d'Europe de slalom (canoë-kayak) 2006.